# John Montgomery
John Montgomery (n. 22 noiembrie 1881, Elizabethtown⁠(d), Kentucky, SUA – d. 7 iunie 1948, Walter Reed Army Medical Center⁠(d), District of Columbia, SUA) a fost un sportiv ce a reprezentat Statele Unite ale Americii, medaliat olimpic. A participat la 2 ediții ale Jocurilor Olimpice (1912, 1920) în care a câștigat două medalii de bronz.